# Ashtabula zonura
Ashtabula zonura là một loài nhện trong họ Salticidae.
Loài này thuộc chi Ashtabula. Ashtabula zonura được Elizabeth Maria Gifford Peckham & George William Peckham miêu tả năm 1894.